# Pregny Alp Festival
Le Pregny Alp Festival est le plus grand festival de musique traditionnelle et folklorique suisse du canton de Genève, en Suisse.
Il a lieu chaque année le premier samedi du mois d'août, dans la commune de Pregny-Chambésy.

## Historique
La première édition publique du festival s'est tenue le 5 août 2007 sur le terrain de sport de Pregny.
En 2013, l'association du Pregny Alp Festival annonce la fin de l'événement. Toutefois, neuf habitants de Chambésy ont décidé de le maintenir,,.
La 14ᵉ édition, prévue en 2020, a été annulée en raison de la pandémie de Covid-19.

## Éditions
Liste des éditions du PAF :
| Édition            | dates                                      | principaux artistes invités |
| ------------------ | ------------------------------------------ | --- |
| 0 (édition privée) | août 2006                                  | |
| 1                  | dimanche 5 août 2007                       | |
| 2                  | dimanche 10 août 2008                      | |
| 3                  | dimanche 9 août 2009                       | |
| 4                  | dimanche 8 août 2010                       | Les Joyeux Fa dièse de Genève. |
| 5                  | dimanche 7 août 2011                       | Superländlerkapelle et Carlo Brunner. |
| 6                  | dimanche 5 août 2012                       | Örgelifäger. |
| 7                  | dimanche 4 août 2013                       | Oesch's die Ditten. |
| 8                  | dimanche 10 août 2014                      | Barbara Klossner. |
| 9                  | dimanche 9 août 2015                       | Echo des Ordons et Alphüttli. |
| 10                 | samedi 6 août 2016 et dimanche 7 août 2016 | Oesch's die Ditten, Nicolas Senn et Sonalp. |
| 11                 | samedi 5 août 2017                         | Oesch's die Ditten et Jona Schwyzerörgeli-club. |
| 12                 | samedi 4 août 2018                         | Jodlerfamilie Sutter, Ländler Wurlitzer, Moräne‐Örgeler, Buebenchörli Stein, Alphorn Academy, Chuelee.                                                                        |
| 13                 | samedi 3 août 2019                         | Lisa Stoll (de), Seerugge Feger. |
| 14                 | samedi 8 août 2020                         | édition annulée à la suite de la pandémie de Covid-19. |
| 15                 | samedi 7 août 2021                         | |
| 16                 | samedi 13 août 2022                        | |
| 17                 | samedi 5 août 2023                         | Kapelle Oberalp, Duo Eggler, Takeo Ishii, Berner Örgeliplausch, les bandits folkloriques, Jodlerklub Hasliberg, Sonneurs de la Vallée de Joux, Suisse Chérie, Ländlerkapelle. |
| 18                 | samedi 3 août 2024                         | Oesch's die Ditten |

## Galerie

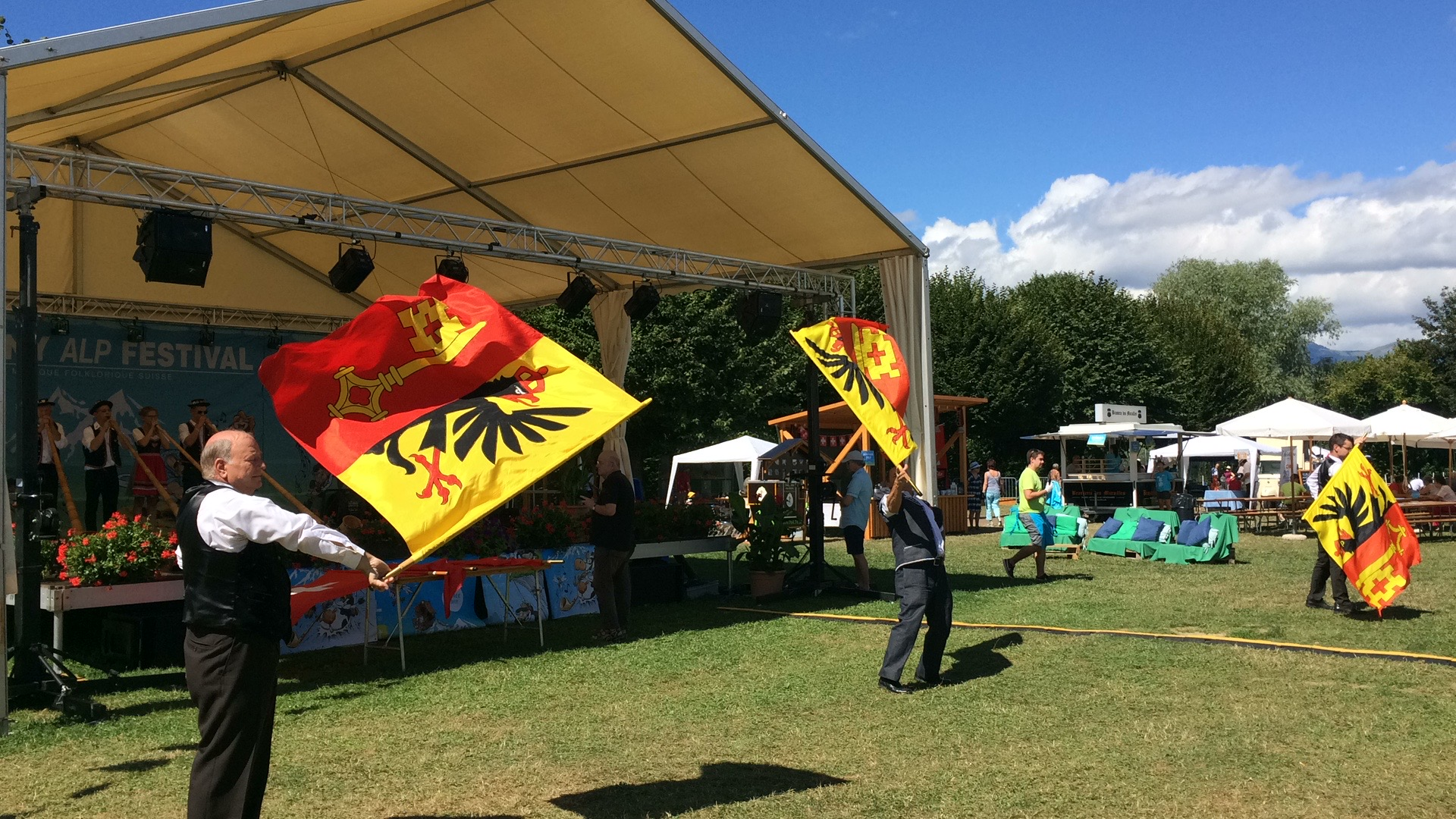
Lanceurs de drapeaux lors de la 11ème édition.
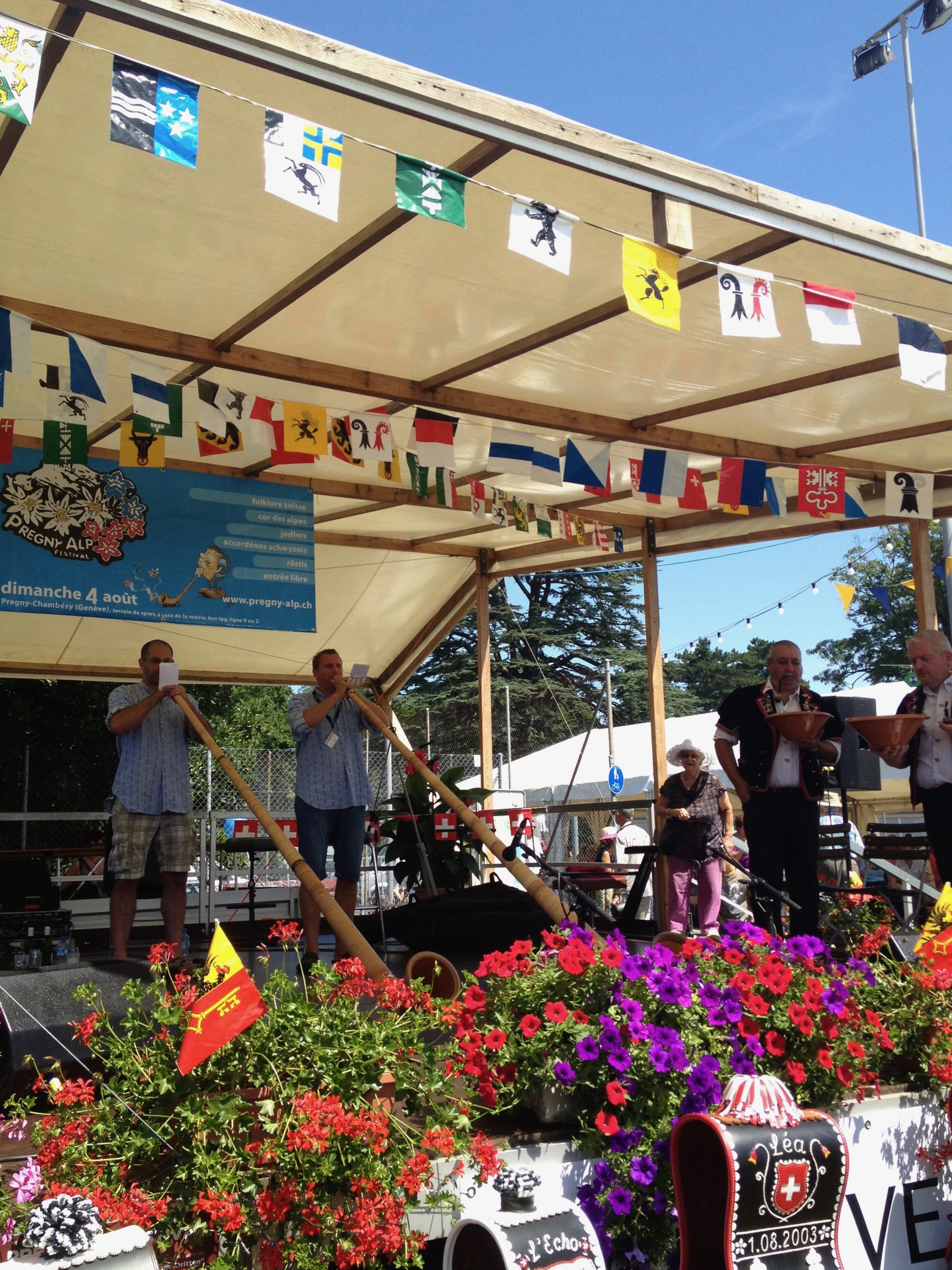
La 7ème édition.
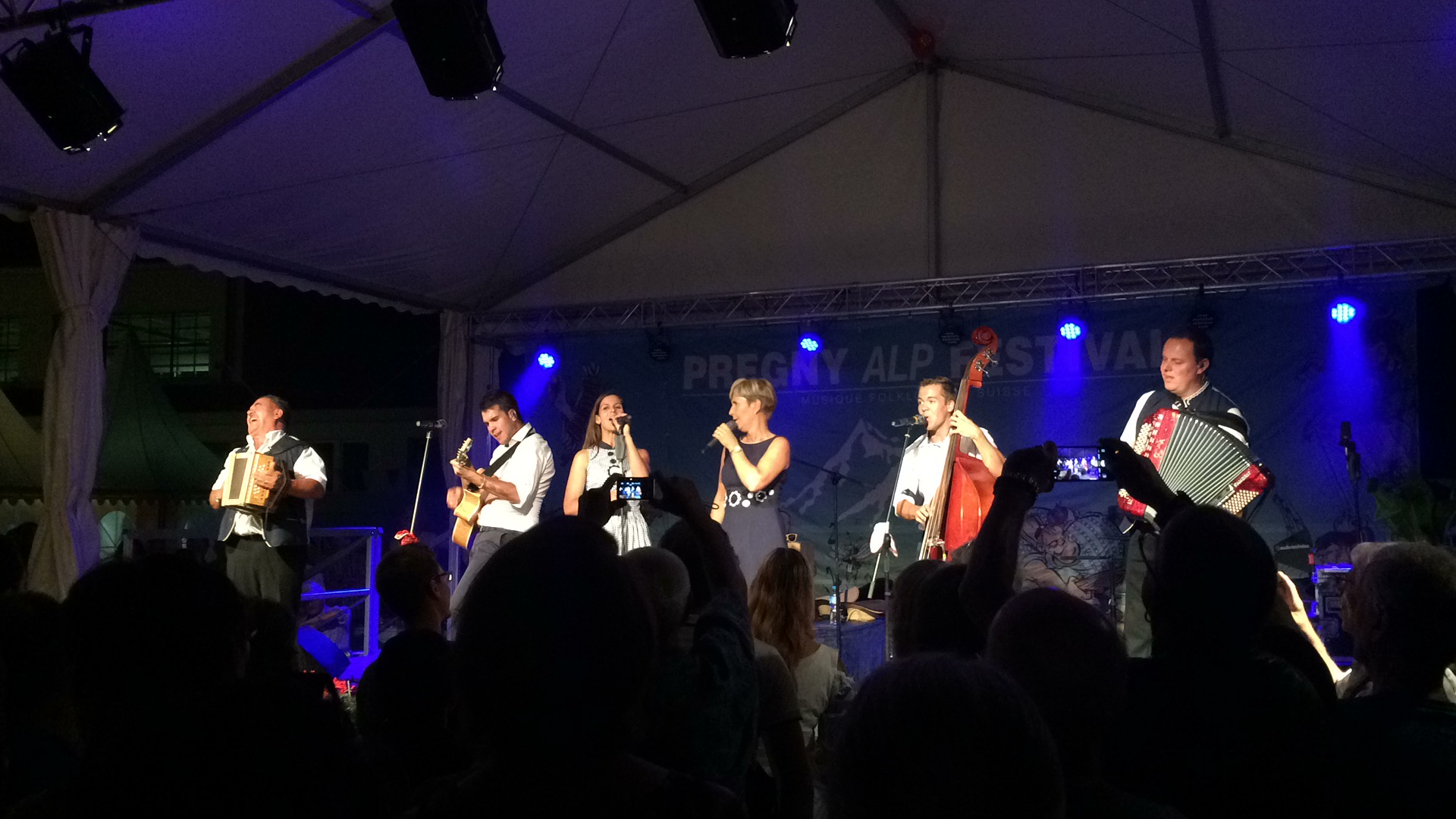
Les Oesch’s die Dritten lors de la 11ème édition.